# توت مار
توت مار (نام علمی: Actaea racemosa) نام یک گونه از تیره آلالگان است.

## نگارخانه